# 語彙意味論
語彙意味論（ごいいみろん、英: lexical semantics, lexico-semantics）とは、語や形態素の意味構造を扱う意味論の下位領域である。

## 方法
その研究方法には大きく分けて二つの接近方法がある。一つは同じ意味場に属する二つ以上の語の関係を明らかにしようというものである。この方法では語彙の体系におけるある語の価値が確定される。もう一つはある語を、それより原始的な要素によって分析する方法である。成分分析や語彙分解がこの方法に属すものであり、語彙概念構造（LCS）の分析はその近年の発展である。なおこれら二つの接近方法は互いに相容れないものであるというよりも、同じものを求めるための出発点の違いということができる。

## 語彙の体系
語彙は単純に語が集まったものではなく、その中間段階として意味場を形成し、意味場が集まって語彙を形成する。意味場は互いに緊密な関係にある語の集まりであるが、その関係としては次のようなものが挙げられる。
- 類義関係
- 反義関係
- 包摂関係

## 語彙の分析
一つの語や形態素（語彙素）が担う意味を意義素という。ちょうど音素が音韻論における基本的な単位であるのと同様に、意義素は意味論における基本的な単位であるという見立てができる。そして音素がさらに弁別素性の集まったものと考えられるのと同じように、意義素はより原始的な要素の集まりと考えることができる。このような原始的な要素のことを意味成分（意味素性、意義特徴）といい、このような意味の分析方法を成分分析という。これはアメリカの構造主義言語学の意味論であり、親族用語の分析などごく限られた範囲では成果を挙げた。意味成分の間の関係を考えなかったこと、意味成分の認定基準が明確でなく何が基本的な意味成分であるかが定まらなかったこと、また構造主義言語学における統語論への関心の低さから動詞の分析方法に限界があったことなどがその原因と考えられる。その後生成意味論によって統語論研究の方法や数理論理学の方法などが取り入れられ、語彙分解という分析方法が推し進められた。その最も有名な例は英語で'to kill'を'to cause not to be alive'へと分解するものである。誤解をおそれずにおおまかに言えばパラフレーズによって語の意味を分析するものであるが、重要なのはCAUSE、NOT、BEという要素がそれぞれ述語として項をとり、さらに項として他の述語を取ることで階層構造をなすということである。さらにこれらの述語は一般的なものであり、これらの組み合わせで自然言語の述語を構成できるものである。この考え方は現在もLCSの分析に引き継がれている。また生成語彙論（generative lexicon）という考え方では特質構造（qualia structure）に焦点があてられ、様々な意味現象を説明する試みがなされている。